# Anaulacaspis
Anaulacaspis är ett släkte av skalbaggar som beskrevs av Ludwig Ganglbauer 1895. Anaulacaspis ingår i familjen kortvingar.
Släktet innehåller bara arten Anaulacaspis nigra.